# Baguépi
 (mars 2015).
Si vous disposez d'ouvrages ou d'articles de référence ou si vous connaissez des sites web de qualité traitant du thème abordé ici, merci de compléter l'article en donnant les références utiles à sa vérifiabilité et en les liant à la section « Notes et références ».
Baguépi est une Marque commerciale française de la société Moulins Soufflet, transformateur de céréales européen.
La marque regroupe plus de 2 000 artisans boulangers indépendants au sein de son réseau de boulangerie[réf. nécessaire].

## Présentation
Créée par la Française de Meunerie, propriété du groupe Pantin, Baguépi est née en 1989 dans un contexte de vive concurrence[réf. nécessaire]. En 1995, la marque se fait connaître en jouant sur les codes de la comédie musicale[réf. nécessaire] avec le slogan : « Bon appétit, bon Baguépi ».
En mars 2010, la marque lance la baguette Baguépi Bio. Les produits bio sont garantis sans additif ni conservateur, et certifiés Agriculture Biologique.

## Identité visuelle

En 1989 : création de la marque Baguépi avec le slogan"Bon appétit, bon Baguépi"
Fin 2007 : refonte du logo avec le slogan "Tous les plaisirs du pain"
En 2009 : modification du logo existant et du slogan qui devient "Il y a de la vie dans Baguépi"

## Site web
- Site officiel